# André Perraudin
André Perraudin MAfr (* 7. Oktober 1914 in Bagnes; † 25. April 2003 in Siders) war ein Schweizer Ordensgeistlicher und römisch-katholischer Erzbischof und Bischof von Kabgayi (Ruanda).

## Leben
André Perraudin trat der Ordensgemeinschaft der Weißen Väter bei und empfing am 25. März 1939 die Priesterweihe.
Papst Pius XII. ernannte ihn am 19. Dezember 1955 zum Apostolischen Vikar von Kabgayi und Titularbischof von Cataquas. Seinem Wahlspruch liegt ein Vers aus dem Kolosserbrief (Kol 3,14 ) zugrunde: Par-dessus tout la charité (französisch, übersetzt: „vor allem die Liebe“). Der Apostolische Vikar von Nyundo, Aloys Bigirumwami, spendete ihm am 25. März des nächsten Jahres die Bischofsweihe; Mitkonsekratoren waren Joseph Martin MAfr, Apostolischer Vikar von Ngozi, und Louis Van Steene MAfr, Apostolischer Koadjutorvikar von Bukavu. Papst Johannes XXIII. erhob am 10. November 1959 das Apostolische Vikariat Kabgayi zum Erzbistum und ernannte Perraudin zum Erzbischof.
André Perraudin nahm an allen Sitzungsperiode des Zweiten Vatikanischen Konzils teil. Im Konzilsplenum sprach er mehrfach im Namen aller französischsprachigen Bischöfe Afrikas.
Papst Paul VI. stufte am 10. April 1976 das Erzbistum zum Bistum herab. Perraudin behielt den Erzbischofstitel als persönlichen Titel. Am 7. Oktober 1989 nahm Papst Johannes Paul II. seinen altersbedingten Rücktritt an.

## Schriften
- Rituel du sacrement de pénitence. Édition typique rwandaise / SECAER, Kigali 1982.
- Le renouveau liturgique au Rwanda. In: Notitiae. Commentarii ad nuntia et studia de re liturgica. Jg. 28 (1992), Nr. 312, S. 484–491.
- Un évêque au Rwanda. Les six premières années de mon épiscopat (1956–1962). „Par-dessus tout la charité“. Éditions St. Augustin, Saint Maurice 2003, ISBN 2-88011-295-8.